# أوسرد
أوسرد هي جماعة قروية في إقليم أوسرد بجهة الداخلة وادي الذهب، تبعد عن مدينة الداخلة بحوالي 260 كلم، وتضم أوسرد 5822 نسمة حسب الإحصاء العام للسكان والسكنى لسنة 2014.

## تاريخ
بعد إحداث إقليم أوسرد، كان من المُقرر اختيار أوسرد كعاصمة للإقليم عن طريق إعمارها وجعلها كمدينة ومركز حضري، غير أن هذه الفكرة سرعان ما تم إلغائها بعد أن تبين فشلها نظراً لأن المنطقة تعرف نقصاً كبيراً في الموارد المائية، ومُناخاً قاسياً، مما نتج عنه تهميش أوسرد وبقائها كجماعة قروية، واختيار بديل لها، ووقع الاختيار على بئر كندوز لتكون عاصمة لإقليم أوسرد، نظراً لموقعها الاستراتيجي على الطريق الوطنية رقم 1، وقربها من المعبر الحدودي الكركرات.

## السُكان
تتكون الجماعة القروية لأوسرد من مجموعة من الوحدات السكنية، وبنايات شبه مهجورة لمجموعة من المصالح الإدارية، ويبلغ عدد الأسر المستقرة في أوسرد حوالي 30 أسرة، وتبقى معظم الوحدات السكنية مغلقة وسكانها مستقرون في مدينة الداخلة ولا يأتون إلا في بعض العطل.
ويعاني سكان أوسرد من صعوبة كبيرة في الحصول على الماء الصالح للشرب، حيث أن المصدر الوحيد الحالي في أوسرد للحصول على الماء الصالح للشرب هو جلبه عبر شاحنات صهريجية بمعدل يصل إلى مرة واحدة كل خمسة عشر يوما.

## الأمن
تتوفر أوسرد على مركز للدرك الملكي، كما يوجد في أوسرد العديد من الثكنات العسكرية التابعة للقوات المسلحة الملكية، وثكنة عسكرية تابعة لبعثة المينورسو.

## الثقافة
- موقع النقوش الصخرية أم الرواكن: يتواجد بالمجال الترابي لجماعة أوسرد، ويعتبر من مواقع النقوش الصخرية المهمة بجنوب المغرب التي تتميز بالمعطيات الأثرية و العلمية المختلفة. فبالإضافة إلى اللقى و المدافن الجنائزية التي تتواجد بمجال الصخور المنقوشة والتي اعتمد على تقنية النقر في إنجازها، فان ما يميز هذا الموقع هو تنوع مواضيع هذه الرسوم، والتي تحيل على فترات مختلفة بدءا بمرحلة تدجين الحيوانات من خلال حضور موضوع البقريات والزرافات وصولا لفترات لاحقة تميزت بظهور الأدوات والأسلحة المعدنية من خلال مؤشر موضوع العربات. كل هذه الخصائص تجعل من موقع أم الرواكن أحد المواقع التي من شأنها تسليط المزيد من الضوء على التحقيب الزمني لفترات ما قبل التاريخ و كذا أنماط عيش الإنسان واستقراره بهذه المنطقة الجنوبية من المملكة المغربية علاوة على تدقيق مسألة التغيرات المناخية التي شهدتها المنطقة خلال العصر الهولوسيني.[8]
- في 18 نوفمبر 2023، وإحتفالا بذكرى عيد الإستقلال، تم تدشين دار شهداء معركة لكلات.[9]